# Noturus flavus
Noturus flavus är en fiskart som beskrevs av Rafinesque, 1818. Noturus flavus ingår i släktet Noturus och familjen Ictaluridae. Inga underarter finns listade i Catalogue of Life.